# 마리오 괴체
마리오 괴체(독일어: Mario Götze, 1992년 6월 3일~)는 독일의 축구 선수로 포지션은 공격형 미드필더, 공격수이다. 현재 분데스리가의 아인트라흐트 프랑크푸르트와 독일 축구 국가대표팀에서 활동하고 있으며 주 포지션은 공격형 미드필더이지만 펄스나인, 공격수 포지션 또한 소화할 수 있다.
괴체는 2009년 보루시아 도르트문트에서 프로 선수 경력을 시작했고 2013년까지 도르트문트에서 활동했다. 그는 도르트문트에서 분데스리가 2회 우승(2010-11, 2011-12), DFB-포칼 1회 우승(2011-12)을 달성했고  2013 UEFA 챔피언스리그 결승전에 진출해 챔피언스리그 준우승을 달성했다. 2013년 4월 FC 바이에른 뮌헨이 3,700만 유로(약 520억 원)로 괴체의 바이아웃을 발동시키면서 괴체는 도르트문트에서 바이에른 뮌헨으로 이적했고 2013년을 기준으로 메수트 외질 다음으로 두 번째로 비싼 이적료로 이적한 독일 축구 선수가 되었다. 바이에른 뮌헨에서 괴체는 분데스리가 3회, DFB-포칼 2회, FIFA 클럽 월드컵 1회, UEFA 슈퍼컵 1회 우승을 달성했고 2016년 바이에른 뮌헨을 떠나 도르트문트로 이적했다. 괴체는 도르트문트로 복귀한 후 DFB-포칼 1회, DFL-슈퍼컵 1회 우승을 달성했다. 괴체는 2020년 계약 만료로 도르트문트를 떠나 PSV 에인트호번에 입단했고 2022년 6월 PSV를 떠나 아인트라흐트 프랑크푸르트에 입단했다.
괴체는 독일 U-15 축구 국가대표팀부터 독일 U-21 축구 국가대표팀까지 독일의 연령별 대표팀을 거친 후 2010년 18세의 나이에 독일 축구 국가대표팀에 처음으로 선발되었다. 그는 독일 성인 대표팀 소속으로 UEFA 유로 2012에 참가했고 2014년 FIFA 월드컵에 참가해 월드컵 결승전에서 독일의 결승골을 만들며 독일의 월드컵 통산 네 번째 우승에 기여했다.

## 구단 경력

### 보루시아 도르트문트
괴체는 8살이 되던 해 보루시아 도르트문트 유스팀에 입단했다.
괴체는 2009년 11월 21일, 만 17살 5개월의 나이로 FSV 마인츠05와의 경기에서 야쿠프 브와슈치코프스키를 대신해 교체출전하며 분데스리가에 데뷔전을 치렀다. 위르겐 클롭 도르트문트 감독은 2009-10 시즌에 괴체를 1군에 합류시켰다. 괴체는 그 기회를 발판으로 삼아 도르트문트의 주요 선수로 발돋움 했다. 2010년 8월 29일 괴체는 VfB 슈투트가르트와의 경기에서 분데스리가 데뷔골을 넣었다. 그는 2010-2011 시즌 리그 33경기에 출장하며 도르트문트의 분데스리가 우승에 기여했고 FIFA가 선정한 2010년 세계 10대 유망주 23인에 선정되었다. 그는 2011년에 골든보이상을 수상했다.
2012년 3월 27일 괴체는 도르트문트와의 계약을 2016년까지 연장하는데 합의했다. 그의 계약에는 3,700만 유로의 바이아웃(이적허용조항)이 포함돼있었다. 2011-12 시즌 괴체는 부상으로 고전하는 가운데서도 14경기에서 5골을 뽑아내며 도르트문트의 2년 연속 분데스리가 우승과 DFB-포칼 우승에 일조했다.
2012년 12월 19일 괴체는 프로 무대 데뷔 후 첫 해트트릭을 달성했다. DFB-포칼 8강전 하노버 96과의 경기에서 전반 3분, 40분, 후반 39분 골을 넣으며 팀의 5-1 승리를 이끌었다.
괴체는 바이에른 뮌헨으로의 이적이 공식 발표가 난 뒤에 열린 2012-13 챔피언스리그 결승전에 부상으로 결장했다.

### FC 바이에른 뮌헨
2013년 4월 23일 보루시아 도르트문트는 구단 공식 페이스북을 통해 괴체의 바이에른 뮌헨 이적을 공식 발표했다.
뮌헨은 괴체 영입을 위해 바이아웃에 해당하는 3700만 유로를 제시한 것으로 알려졌다. 괴체의 이적은 많은 논란을 야기했는데, 이는 라이벌 구단으로의 이적이 시즌 중에 발표됐기 때문이다. 보루시아 도르트문트의 아이콘이자 유스출신인 괴체의 갑작스러운 이적소식에 팬들은 그를 맹비난했다.
그리고 뮌헨 소속으로 처음 도르트문트 경기장을 밟은 2013년 11월 23일 푸스발-분데스리가 2013-14 경기에서 교체 출전한 괴체는 팬들의 야유에도 불구하고 뮌헨의 선제골을 기록하며 팀의 승리를 이끌었다.

### 보루시아 도르트문트 복귀
2016년 주전경쟁에서 밀린 그는 친청팀 도르트문트로 복귀해 4년간 활약했다.

### PSV 에인트호번
보루시아 도르트문트와 4년 계약이 종료된 괴체는 2020년 10월 6일 PSV 에인트호번에 입단하였다.

## 국가대표팀 경력

### 성인 대표팀

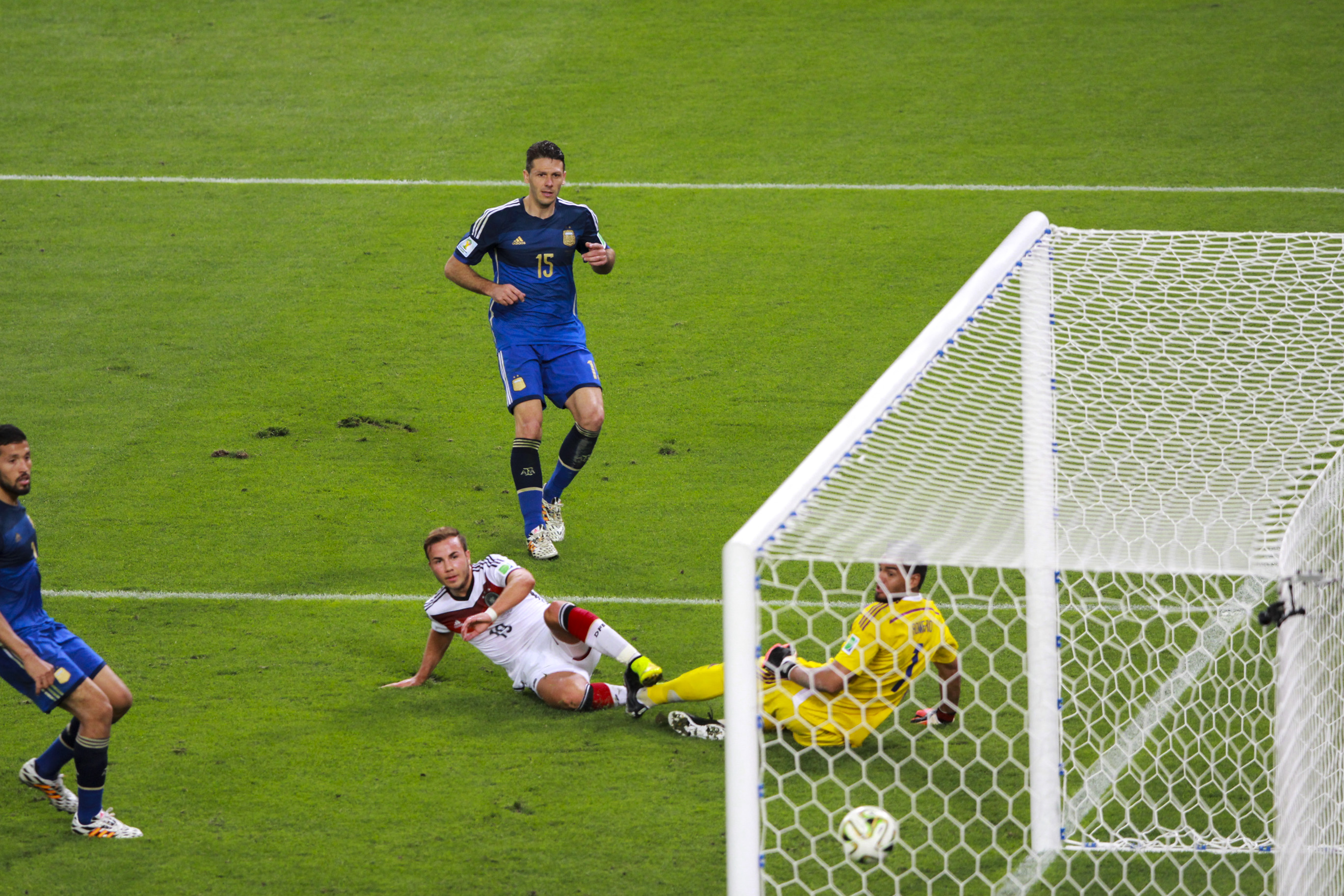
마리오 괴체가 아르헨티나와의 2014년 FIFA 월드컵 결승전에서 결승골을 기록하는 모습

2010년 11월 17일 괴체는 스웨덴과의 평가전에서 78분 교체 투입되어 A매치 데뷔전을 치렀다.
이는 1990년 동서독 통일 이후 최연소 대표팀 데뷔 기록이다. 괴체는 UEFA 유로 2012 대회에서 독일 축구 국가대표팀의 최종 엔트리에 포함되어 8강 그리스전에 교체출장했다.
2014년 FIFA 월드컵에서는 아르헨티나와의 결승전에서 결승골을 득점하여, 독일이 우승하는데 큰 기여를 하였다.

## 개인사
마리오 괴체는 바이에른주의 메밍겐에서 태어났다. 그의 아버지 위르겐 괴체는 도르트문트 공과 대학교의 교수이다. 마리오 괴체의 형인 파비안 괴체은 2010년 도르트문트 유스를 떠나 VfL 보훔 2군에서 뛰었다. 동생 펠릭스 괴체는 1. FC 카이저슬라우테른에 소속돼 있다.
괴체는 전 독일 축구협회 기술위원장 마티아스 자머로부터 "독일 축구 역사상 최고의 재능 중 하나"라는 평가를 받았다.

## 경력 통계

### 클럽
| 클럽                | 시즌    | 리그       | 리그 | 리그 | 컵1  | 컵1  | 클럽대항전2 | 클럽대항전2 | 기타3 | 기타3 | 합계 | 합계 |
| 클럽                | 시즌    | 리그       | 출장 | 득점 | 출장 | 득점 | 출장        | 득점        | 출장  | 득점  | 출장 | 득점 |
| ------------------- | ------- | ---------- | ---- | ---- | ---- | ---- | ----------- | ----------- | ----- | ----- | ---- | ---- |
| 보루시아 도르트문트 | 2009-10 | 분데스리가 | 5    | 0    | 0    | 0    | —           | —           | —     | —     | 5    | 0    |
| 보루시아 도르트문트 | 2010-11 | 분데스리가 | 33   | 6    | 2    | 0    | 6           | 2           | —     | —     | 41   | 8    |
| 보루시아 도르트문트 | 2011-12 | 분데스리가 | 17   | 6    | 2    | 1    | 6           | 0           | 1     | 0     | 26   | 7    |
| 보루시아 도르트문트 | 2012-13 | 분데스리가 | 28   | 10   | 4    | 4    | 11          | 2           | 1     | 0     | 44   | 16   |
| 보루시아 도르트문트 | 합계    | 합계       | 83   | 22   | 8    | 5    | 23          | 4           | 2     | 0     | 116  | 31   |
| 바이에른 뮌헨       | 2013-14 | 분데스리가 | 27   | 10   | 4    | 1    | 11          | 3           | 3     | 1     | 45   | 15   |
| 바이에른 뮌헨       | 2014-15 | 분데스리가 | 32   | 9    | 4    | 2    | 11          | 4           | 1     | 0     | 48   | 15   |
| 바이에른 뮌헨       | 2015-16 | 분데스리가 | 14   | 3    | 2    | 1    | 4           | 2           | 1     | 0     | 21   | 6    |
| 바이에른 뮌헨       | 합계    | 합계       | 73   | 22   | 10   | 4    | 26          | 9           | 5     | 1     | 114  | 36   |
| 보루시아 도르트문트 | 2016-17 | 분데스리가 | 11   | 1    | 1    |      | 4           | 1           |       |       | 16   | 2    |
| 보루시아 도르트문트 | 2017-18 | 분데스리가 | 23   | 2    |      |      | 9           |             |       |       | 32   | 2    |
| 보루시아 도르트문트 | 2018-19 | 분데스리가 | 26   | 7    | 2    |      | 6           |             |       |       | 34   | 7    |
| 보루시아 도르트문트 | 2019-20 | 분데스리가 | 15   | 3    | 2    |      | 4           |             |       |       | 21   | 3    |
| 보루시아 도르트문트 | 합계    | 합계       | 75   | 13   | 5    | 0    | 23          | 1           | 0     | 0     | 103  | 14   |
| PSV                 | 2020-21 | 에레디비시 | 18   | 5    | 1    |      | 6           | 1           |       |       | 25   | 6    |
| PSV                 | 2021-22 | 에레디비시 | 29   | 4    | 5    | 2    | 17          | 5           | 1     | 1     | 52   | 12   |
| 아인라흐트          | 2022-23 | 분데스리가 | 32   | 3    | 6    |      | 7           |             | 1     |       | 46   | 3    |
| 아인라흐트          | 2023-24 | 분데스리가 | 30   | 3    | 2    | 1    | 9           |             |       |       | 41   | 4    |
| 아인라흐트          | 2024-25 | 분데스리가 | 24   | 3    | 3    |      | 8           | 2           |       |       | 35   | 5    |
| 아인라흐트          | 합계    | 합계       | 86   | 9    | 11   | 1    | 24          | 2           | 1     | 0     | 122  | 12   |

- 1.^  독일 컵 포함
- 2.^  UEFA 챔피언스리그, UEFA 유로파리그 포함
- 3.^  독일 슈퍼 컵, UEFA 슈퍼컵, FIFA 클럽 월드컵 포함

### 국가대표팀 득점 기록
아래의 점수에서 왼쪽의 점수가 독일의 점수이다.
| #   | 날짜             | 경기장                                     | 상대       | 점수 | 최종결과 | 대회                              |
| --- | ---------------- | ------------------------------------------ | ---------- | ---- | -------- | --------------------------------- |
| 1.  | 2011년 8월 10일  | 메르세데스-벤츠 아레나, 슈투트가르트, 독일 | 브라질     | 2–0  | 3–2      | 친선 경기                         |
| 2.  | 2012년 9월 2일   | 펠틴스 아레나, 겔젠키르헨, 독일            | 오스트리아 | 6–2  | 6–2      | UEFA 유로 2012 예선               |
| 3.  | 2012년 9월 7일   | AWD-아레나, 하노버, 독일                   | 페로 제도  | 1–0  | 3–0      | 2014년 FIFA 월드컵 유럽 지역 예선 |
| 4.  | 2013년 3월 22일  | 아스타나 아레나, 아스타나, 카자흐스탄      | 카자흐스탄 | 2–0  | 3–0      | 2014년 FIFA 월드컵 유럽 지역 예선 |
| 5.  | 2013년 3월 26일  | 프랑켄슈타디온, 뉘른베르크, 독일           | 카자흐스탄 | 2–0  | 4–1      | 2014년 FIFA 월드컵 유럽 지역 예선 |
| 6.  | 2013년 10월 15일 | 프렌즈 아레나, 솔나, 스웨덴                | 스웨덴     | 2–2  | 5–3      | 2014년 FIFA 월드컵 유럽 지역 예선 |
| 7.  | 2014년 3월 5일   | 메르세데스-벤츠 아레나, 슈투트가르트, 독일 | 칠레       | 1–0  | 1–0      | 친선 경기                         |
| 8.  | 2014년 6월 6일   | 코파스 아레나, 마인츠, 독일                | 아르메니아 | 5–1  | 6–1      | 친선 경기                         |
| 9.  | 2014년 6월 6일   | 코파스 아레나, 마인츠, 독일                | 아르메니아 | 6–1  | 6–1      | 친선 경기                         |
| 10. | 2014년 6월 21일  | 카스텔랑, 포르탈레자, 브라질               | 가나       | 1–0  | 2–2      | 2014년 FIFA 월드컵                |
| 11. | 2014년 7월 13일  | 마라카낭, 리우데자네이루, 브라질           | 아르헨티나 | 1–0  | 1–0      | 2014년 FIFA 월드컵 결승전         |
| 12. | 2014년 9월 3일   | 에스프리 아레나, 뒤셀도르프, 독일          | 아르헨티나 | 2–4  | 2–4      | 친선 경기                         |
| 13. | 2014년 11월 14일 | 프랑켄슈타디온, 뉘른베르크, 독일           | 지브롤터   | 3–0  | 4–0      | UEFA 유로 2016 예선               |
| 14. | 2015년 6월 10일  | 뮌게어스도퍼슈타디온, 쾰른, 독일           | 미국       | 1–0  | 1–2      | 친선 경기                         |
| 15. | 2015년 9월 4일   | 코메르츠방크 아레나, 프랑크푸르트, 독일    | 폴란드     | 2–0  | 3–1      | UEFA 유로 2016 예선               |
| 16. | 2015년 9월 4일   | 코메르츠방크 아레나, 프랑크푸르트, 독일    | 폴란드     | 3–1  | 3–1      | UEFA 유로 2016 예선               |
| 17. | 2016년 3월 29일  | 알리안츠 아레나, 뮌헨, 독일                | 이탈리아   | 2–0  | 4–1      | 친선 경기                         |

## 수상

#### 도르트문트
- 분데스리가 : 우승 (2010-11, 2011-12)
- DFB-포칼 : 우승 (2012)

#### 바이에른 뮌헨
- 분데스리가 : 우승 (2013-14, 2014-15, 2015-16)
- DFB-포칼 : 2013, 2014
- UEFA 슈퍼컵 : 우승 (2013)
- FIFA 클럽 월드컵 : 우승 (2013)

#### PSV 에인트호번
- KNVB컵 : 2021-22
- 요한 크라위프 쉴드 : 2021

#### 독일
- UEFA U-17 챔피언십 : 우승 (2009)
- FIFA 월드컵 : 우승 (2014)

### 개인
- UEFA U-17 유로 MVP, 대회 베스트 : 2009
- 프리츠 발터 메달, U-17 금상 : 2009
- 프리츠 발터 메달, U-18 금상 : 2010
- 분데스리가 올해의 영플레이어 상 : (2010-11)
- 키커 분데스리가 올해의 팀 : (2010-11, 2012-13)
- 골든 보이 : 2011
- 이달의 골 (독일) : 2014년 7월
- 올해의 골 (독일) : 2014
- 은월계수잎 훈장 : 2014
- 2014년 FIFA 월드컵 맨 오브 더 매치 : vs. 가나 (조별리그), vs. 아르헨티나 (결승전)